# Ambermoon
Ambermoon est un jeu vidéo de rôle développé par Thalion Software, sorti en 1993 sur Amiga. C'est le second volet de la trilogie inachevée Trilogie Amber.
Lors de la sortie du jeu, le défilement des graphismes en 3D est considéré comme révolutionnaire pour l'Amiga[réf. nécessaire].

## Synopsis
Dans Ambermoon, le joueur joue le rôle du petit-fils du héros d’Amberstar. Le grand-père du héros explique au début du jeu que son compagnon décédé lui parle dans un rêve d'une nouvelle menace sur la contrée de Lyramion. Il demande à son petit fils de voyager vers la ville de Newlake, où ce dernier pourra parler avec le vieux compagnon de son grand-père.

## Système de jeu
Les graphismes sont constitués de tuiles en 2D (le monde extérieur et de nombreux bâtiments) et de textures 3D (les donjons, les bâtiments spéciaux, ainsi que les villes). Les combats se font en tour par tour et sont animés sur un arrière-plan statique. À cause des graphismes de très grande qualité du jeu, du grand nombre d'ennemis et de villes, ainsi que la taille absolument gigantesque du monde de ce jeu, des disquettes supplémentaires sont nécessaires. Étant donné que les disques durs pour l'Amiga n'étaient pas très répandus, la plupart des joueurs devaient jongler fréquemment avec les changements de disquettes (et avec des temps de chargements assez longs), en particulier avant les scènes de combat.

## Spécificités techniques
Le jeu utilise une routine graphique spécifique nommé copper-server (trouvable dans les exécutables du jeu). Celle-ci permet d'augmenter considérablement le nombre de couleurs à l'écran. Le panel des têtes des personnages utilise une palette 32 couleurs; Le cadre principal utilise une autre palette de 32 couleurs, le cadre de couleur grise contient 8 couleurs, ce qui fait environ 70 couleurs affichées à l'écran.
Un système similaire est utilisé dans les scènes de combats. Chaque sprite utilise 16 couleurs, et profite suivant le sort qui leur est lancé par un des membres du groupe, d'une technique de zoom peu commune sur Amiga.
Le jeu profite par ailleurs d'un loader, qui va déterminer lequel des deux exécutables du jeu il faudra utiliser (soit Am2_CPU soit Am2_Blit). Am2_CPU sera utilisé si le loader détermine que l'Amiga utilise une carte turbo voire un A1200 avec carte turbo (des options supplémentaires telles que les textures murales, sols et plafond seront disponibles). Am2_blit sera utilisé lui si l'Amiga est un A500 de base avec 1mo de ram, voir un A500 avec disque dur.
Un Amiga 1200 permet d'utiliser au mieux le jeu, avec toutes les textures poussées à fond, sur un 68030 la 3D est affichée en 50 images par seconde (des ralentissements se produisent si une grande quantité de monstres est présente à l'écran durant les scènes de combat.)
Les fichiers du jeu sont de grosses archives, qui contiennent des fichiers compressés à l'aide du compresseur propriétaire nommé 'LOB packer' (chaque fichier utilise l'entête ou header 'LOB'. Ce compresseur tourne sur Atari ST (dernière version connue v3.70).
Durant cette aventure, le joueur ne voyage pas seulement sur les îles de Lyramion, mais aussi sur les autres lunes du monde du jeu. Le monde du jeu est très grand (la lune principale fait en taille réelle 5 mètres de long sur 5 mètres de hauteur), et le joueur interagit avec de nombreux personnages non-joueurs, et certains d'entre eux deviendront ses compagnons de route.
Le jeu comporte 76 endroits à visiter, 7 villes, 64 cartes 3D à explorer, plus de 60 monstres animés (des arachnées (4 différentes), des lézards (8 types différents), des insectes (3 différents), des démons (10 différents), des zombis (5 différents), des humains (9 différents), des géants (2 différents), des Golems (3 différents), des mystiques (5 différents), des hommes lézard (6 différents), et d'autres...
Il y a 100 sorts différents, de type et de puissance variable, utilisant le feu, l'eau, l'air, la glace et la terre. Le jeu comporte également 350 objets différents (armes, fioles, objets magiques, vêtements, armures, objets maudits et ensorcelés). Le jeu contient 350 ko de textes (conversations, indices sur énigmes, trame scénaristique). Le jeu comporte un objet (une harpe) qui permet d'ouvrir une sorte de jukebox et d'écouter les 35 musiques du jeu.
Le jeu est également connu pour comporter dans sa version anglaise un grand nombre de bugs. La version française est exempte de bugs de texte, il ne reste que le bug de l'aigle (quand on en monte ou qu'on en descend, au bout d'un moment l'Amiga plante violemment et indique  erreur interne « plus de gestionnaire de mémoire disponible »).

## Développement
Ambermoon n'est sorti commercialement qu'en langue allemande sur Amiga. Néanmoins, une version anglaise avait été planifiée et développée, mais n'a jamais été publiée. La dernière bêta (v1.07) de la version anglaise est sortie des années plus tard en 1998 par le biais du site the Thalion Webshrine. Les versions DOS et Atari ST étaient prévues, mais n'ont jamais été terminées. Il est à noter que le jeu a été traduit intégralement par Denis Lechevalier (DLFRSILVER), avec l'aide de Bertrand Jardel (CFOU) pour l'aspect ingénierie logicielle.
Ambermoon a été porté en C# pour Windows, Linux et macOS sous le nom de Ambermoon.net et est publié sur Github en open source sous licence GPLv3 

## Suite
Ambermoon est un succès pour Thalion, il n’empêche cependant pas la chute de la compagnie, qui s'est produite avant qu'elle ne puisse sortir le dernier épisode prévu de la trilogie. Une partie de l'équipe de Thalion est partie chez Blue Byte, qui a produit un jeu graphiquement semblable nommé Albion, pouvant être considéré comme une suite spirituelle à Ambermoon[réf. nécessaire].